# Diplastrella ministrella
Diplastrella ministrella är en svampdjursart som beskrevs av Gammill 1997. Diplastrella ministrella ingår i släktet Diplastrella och familjen Spirastrellidae. Inga underarter finns listade i Catalogue of Life.